# Carlos Estêvão da Áustria
Carlos Estêvão Eugênio Vítor Félix Maria (Groß Seelowitz, 5 de setembro de 1860 – Żywiec, 7 de abril de 1933) foi um Arquiduque da Áustria e oficial naval da Marinha Austro-Húngara que alcançou a patente de grande almirante.

## Biografia
Carlos Estêvão nasceu no dia 5 de setembro de 1860 na cidade de Groß Seelowitz no Margraviato da Morávia, então parte do Império Austríaco. O quarto filho do arquiduque Carlos Fernando da Áustria e sua esposa a arquiduquesa Isabel Francisca da Áustria. Carlos Estêvão foi comissionado na Marinha Austro-Húngara em 1879 como aspirante, servindo ativamente até se aposentar em 1896. Ele mesmo assim continuou trabalhando na marinha e subindo nas patentes, sendo nomeado grande almirante em 1911.
Foi nomeado inspetor naval pelo imperador Francisco José I, nominalmente o oficial mais graduado da marinha, porém outros oficiais eram aqueles quem realmente exerciam o comando. Em 1918 foi encarregado pelo imperador Carlos I de investigar o Motim de Cátaro, com Carlos Estêvão recomendando um reorganização da marinha e a nomeação de Miklós Horthy como seu comandante.
Carlos Estêvão casou-se em 28 de fevereiro de 1886 com a arquiduquesa Maria Teresa da Áustria. O casal teve seis filhos, três homens e três mulheres. Duas de suas filhas casaram com nobres poloneses oriundos de famílias antigas, com o próprio Carlos Estêvão sendo capaz de falar polonês fluente e residindo em Saysbusch, em Galícia e Lodoméria. Isto fez com que ele fosse em 1916 um dos principais candidatos para tornar-se regente e depois rei do proclamado Reino da Polônia. Entretanto, isto nunca ocorreu devido a diversos fatores, incluindo o pouco apoio por parte do povo polonês e até mesmo de Carlos I.
Com o fim da Primeira Guerra Mundial em 1918 e a derrota da Áustria-Hungria, Carlos Estêvão escolheu permanecer morando em Saysbusch, renomeada para Żywiec, agora parte da Segunda República Polonesa. Ele adquiriu cidadania polonesa para poder permanecer no local. Carlos Estêvão morreu em Żywiec no dia 7 de abril de 1933 aos 72 anos de idade.

## Condecorações
- Áustria-Hungria
  - Cavaleiro da Ordem do Tosão de Ouro
  - Grã-Cruz da Ordem de Santo Estêvão
  - Medalha do Mérito Militar de Bronze
  - Cruz de Longo Serviço para Oficiais, 3ª Classe

- Bélgica
  - Grande Colar da Ordem de Leopoldo

- Dinamarca
  - Cavaleiro da Ordem do Elefante

- Ducados ernestinos
  - Grã-Cruz da Ordem da Casa Saxe-Ernestina

- Montenegro
  - Grã-Cruz da Ordem do Príncipe Danilo I

- Império Otomano
  - Ordem de Osmanieh, 1º Classe em Diamantes
  - Medalhas Imtiaz de Ouro e Prata
  - Estrela de Galípoli

- Portugal
  - Grã-Cruz da Banda das Três Ordens
  - Grã-Cruz da Ordem da Torre e Espada

- Prússia
  - Cavaleiro da Ordem da Águia Negra
  - Medalha da Cruz Vermelha, 1ª e 2ª Classes

- Suécia
  - Cavaleiro da Ordem do Serafim

- Württemberg
  - Grã-Cruz da Ordem da Coroa

- Ordem de Malta
  - Grã-Cruz de Honra, com Distinção de Jerusalém

- Família Grã-Ducal da Toscana
  - Cavaleiro de Justiça da Ordem de Santo Estêvão